# Saúl Rivero
Saúl Lorenzo Rivero Rocha (Montevideo, 23 de julio de 1954-2 de julio de 2022) fue un futbolista y entrenador uruguayo. Como entrenador, fue campeón uruguayo de 1989 dirigiendo a Progreso, única vez que este club logró ese título.
Anteriormente, fue futbolista y defendió la camiseta de la selección uruguaya en 11 ocasiones entre 1972 y 1976.

## Trayectoria

### Como jugador
Su carrera como futbolista se desarrolló en los clubes uruguayos Nacional, Liverpool, Progreso y Peñarol; en el mexicano Atlético Español y en el Wollongong Wolves de Australia. Además, fue internacional con la selección uruguaya en 11 ocasiones entre 1974 y 1976, obteniendo el tercer lugar en la Copa América 1975.

### Como entrenador
Dirigió clubes de Uruguay, El Salvador y Bolivia. Inició su carrera como ayudante de Roberto Fleitas en el Club Nacional de Football, cuando lograron conquistar la Copa Libertadores y la Intercontinental de 1988. Su mayor éxito como entrenador principal fue al año siguiente, al frente de Progreso: campeón uruguayo de 1989 (además también logró el ascenso a Primera para el equipo aurirrojo en 2006). Esto le permitió ser el director técnico de Nacional en 1990, sustituyendo al "Pichón" Núñez. En su país también dirigió profesionalmente a Liverpool, Frontera de Rivera, Uruguay Montevideo y Torque; logrando con este último el campeonato de Segunda Amateur en 2012.